# Höktjärnen (Särna socken, Dalarna)
Höktjärnen är en sjö i Älvdalens kommun i Dalarna och ingår i Dalälvens huvudavrinningsområde.